# Famille Lafleur
 (novembre 2018).
Ne doit pas être confondu avec Lafleur.
La famille Lafleur est une famille française fixée en Nouvelle-Calédonie vers 1880 avec Henri François Arthur Lafleur (1854-1919), originaire de Nancy en Lorraine, surveillant militaire du bagne de Nouvelle-Calédonie.
Elle joue un rôle important dans la vie politique et économique de la Nouvelle-Calédonie et est engagé dans le camp anti-indépendantiste.

## Activités économiques
Les activités économiques de la famille Lafleur ont été initiées par les deux fils d'Henri François Arthur Lafleur, Maurice et Henri Lafleur, qui se lancent dans les années 1920 dans la prospection d'abord forestière puis minière, devenant rapidement propriétaires de nombreuses concessions de nickel et de chrome, mais aussi dans la production de viande, de lait et l'immobilier. Avec les générations suivantes, les affaires de la famille touchent la production et la distribution d'emballages plastiques et de produits d'hygiène  avec les sociétés Cellocal, Sotrapa, Sofaplast, l'imprimerie et la presse (à travers la Société calédonienne de presse et d'imprimerie, ou SCPI, la cimenterie (participation dans Holcim Nouvelle-Calédonie), l'hôtellerie (par la Compagnie N.C Tourisme (CNCT), de Pascal Lafleur, qui gère le complexe hôtelier Château Royal Beach Resort and Spa à Nouméa), la restauration rapide ou la production de boisson (gestion de restaurants de la chaîne McDonald's par Patrick Lafleur, ce dernier ayant été également P-DG de la Société Le Froid, dont le groupe Lafleur est actionnaire, de 1991 à 2006), l'immobilier (par les activités de Henri et Frédéric Lafleur), l'équipement paramédical (à travers le groupe Intermed de Patrick Lafleur) mais est moins investi dans l'activité minière depuis la vente en 1990 de la Société minière du Sud Pacifique (SMSP) par Jacques Lafleur à la Société financière et de développement de la Province Nord (SOFINOR). Peuvent s'y ajouter la possession et l'élevage de chevaux de course (pour Claude Lafleur), de bovins ou de cervidés sur les propriétés détenues en « Brousse » par les différentes branches de la famille (à Ouaco, Kaala-Gomen, par exemple pour celle de Jacques Lafleur, ou encore à Timbia, Païta, pour celle de Claude Lafleur).

## Activités politiques
La branche cadette est la plus connue en Nouvelle-Calédonie, mais aussi en Métropole, en raison des activités politiques de deux de ses membres qui ont marqué la vie politique de l'archipel après la Seconde Guerre mondiale. D'abord Henri Lafleur fut élu à plusieurs reprises au sein du conseil général de Nouvelle-Calédonie puis de l'Assemblée territoriale entre 1947 et 1971, mais surtout fut le premier représentant de la Nouvelle-Calédonie au Sénat de 1947 à 1955 et de 1959 à son décès en 1974 sous les couleurs des Républicains indépendants. Il a de plus été, pendant toute cette période, l'une des principales figures de l'opposition au parti centriste et autonomiste dominant alors la vie politique locale, l'Union calédonienne (UC) du député Maurice Lenormand. 
Mais c'est surtout son fils, Jacques Lafleur, qui a marqué l'histoire de la Nouvelle-Calédonie. Élu pour la première fois au sein de l'Assemblée territoriale en 1972, il démissionne définitivement du Congrès (nouveau nom de l'assemblée délibérante locale à partir de 1985) en 2010. Entretemps, il est député de 1978 à 2007 (élu au premier tour à chaque législative sauf à celle de 2002), président de l'assemblée de la Province Sud (la plus peuplée et la plus riche) de 1989 à 2004. Mais surtout, fondateur en 1977 du Rassemblement pour la Calédonie (RPC) qui devient l'année suivante le Rassemblement pour la Calédonie dans la République (RPCR), il préside jusqu'en 2005 ce parti qui dirige l'archipel de 1977 à 1978, de 1979 à 1982 et de 1984 à 2004. Chef historique des anti-indépendantistes électoralement et démographiquement majoritaires, il est l'un des trois principaux signataires, avec l'indépendantiste Jean-Marie Tjibaou et le Premier ministre Michel Rocard, de l'accord de Matignon de 1988 qui met fin à quatre années de violences politiques, sociales et ethniques entre partisans et opposants de l'indépendance, et est le principal initiateur de l'accord de Nouméa passé en 1998. Pour cela, il reçoit, quelques jours avant son décès, le 18 novembre 2010, conjointement avec Jean-Marie Tjibaou (pour sa part à titre posthume), la « Colombe de la Paix », prix décerné chaque année depuis 2008 par l'Allemagne soutenue par l'UNESCO. 
Reconnu pour cette politique de conciliation avec les indépendantistes entamée en 1988, mais critiqué de plus en plus fortement à partir des années 1990 au sein du camp non-indépendantiste pour sa gestion, il connaît sa première véritable défaite électorale lors des élections provinciales du 9 mai 2004. Il n'a jamais retrouvé par la suite la totalité de son électorat et se retrouve de plus en plus isolé, se faisant battre à la présidence du RPCR (devenu le Rassemblement-UMP) par son ancien dauphin Pierre Frogier (ce qui entraîne son départ du parti qu'il avait fondé et présidé sans discontinuer pendant 27 ans, pour créer un nouveau RPC avec ses derniers soutiens) puis perdant son siège de député dès le premier tour en 2007. Il est réélu une dernière fois aux élections provinciales du 10 mai 2009 à l'Assemblée de la Province Sud (qu'il préside une ultime fois lors de la séance inaugurale de la mandature, en tant que doyen d'âge) et du Congrès, après avoir fait campagne afin de trouver une nouvelle solution consensuelle pour la sortie de la période transitoire de l'accord de Nouméa devant arriver à échéance entre 2014 et 2018, proposant de repousser de 50 années supplémentaires la consultation d'autodétermination qu'il juge dangereuse pour la paix civile, ce qu'il appelle le « pacte cinquantenaire ». Désormais isolé, il démissionne de ses derniers mandats dès l'année suivante, le 7 avril 2010, justifiant ainsi sa décision : « Je suis seul et je ne peux rien faire seul [...] je crains qu’à force d’égoïsme, on se dirige à nouveau vers les troubles. Et moi, je suis trop vieux, je ne veux plus faire ce que j’ai fait pendant des années, c’est-à-dire mettre fin à la guerre civile ». 
Il reçoit à son décès de nombreux hommages de la part de personnalités politiques ou de la société civile, locales ou nationales. Une chapelle ardente avec veillée mortuaire est organisée le 9 décembre 2010 dans le hall de l'ancien hôtel Château-Royal, toujours propriété de la famille Lafleur, dans le quartier de l'Anse Vata à Nouméa, en présence de personnalités locales (les présidents des différentes institutions comme Philippe Gomès, Harold Martin, Pierre Frogier, une délégation du FLNKS emmenée par Rock Wamytan et Charles Pidjot ou encore la veuve de Jean-Marie Tjibaou, Marie-Claude) ou nationales (la ministre de l'Outre-mer Marie-Luce Penchard ou le député UMP de Maine-et-Loire Marc Laffineur, 1er vice-président de l'Assemblée nationale). Une chapelle ardente, avec l'ouverture d'un livre d'or, a également été organisée à la Maison de la Nouvelle-Calédonie à Paris, tandis qu'une minute de silence a été observée à l'Assemblée nationale lors de la séance des questions au gouvernement du 7 décembre. Les obsèques ont lieu le 10 décembre au cimetière du Quatrième Kilomètre à Nouméa, et sont retransmises par la chaîne locale Nouvelle-Calédonie 1re.
Une stèle commémorative en son honneur a été inaugurée le 7 mai 2009 à l'entrée de la propriété Lafleur à Ouaco, sur le territoire de Voh, à l'initiative de deux figures anti-indépendantistes de la Province Nord et de cette commune : France Debien (élu provincial et du Congrès de 1999 à 2009, tête de liste du RPCR dans le Nord en 1999 et 2004 et numéro deux de celle du Rassemblement-UMP en 2009) et Éric Babin (élu provincial et du Congrès sous les couleurs du RPCR de 1995 à 1999, puis tête de liste de l'Avenir ensemble dans le Nord en 2004 et 2009 et membre du gouvernement de la Nouvelle-Calédonie entre 2004 et 2009). Le 19 mars 2013, lors de l'inauguration de la nouvelle aérogare de l'aéroport international de Nouméa-La Tontouta, le président du gouvernement Harold Martin propose de donner le nom de l'ancien homme fort de l'archipel à cet équipement public.
D'autres membres de la famille ont fait, à dater de 2013, des entrées plus discrètes en politique. Tout d'abord ses enfants : sa fille aînée Isabelle Lafleur surtout lui a succédé, après son décès, à la présidence du RPC, pour lequel elle a concouru aux élections législatives de 2012, lors desquels elle arrive quatrième sur huit candidats au premier tour avec 10,52 % des suffrages exprimés, elle s'allie en 2013 avec le Mouvement populaire calédonien (MPC, tout juste créé par des dissidents de l'aile droite du Rassemblement-UMP) de Gaël Yanno et le Mouvement républicain calédonien (MRC, fondé en 2011 par des opposants à la proposition de Pierre Frogier de faire flotter drapeau français et drapeau dit de « Kanaky » sur les édifices publics) de Philippe Blaise au sein de l'Union pour la Calédonie dans la France (UCF) avec laquelle elle est élue conseillère municipale d'opposition de Nouméa en mars 2014 puis membre de l'Assemblée de la Province Sud et du Congrès en mai 2014 ; son fils, Pascal Lafleur, fut son suppléant de 1993 à 1997. Son neveu, Henri Lafleur, fut pour sa part adjoint au maire de Nouméa jusqu'en 2001.

## Généalogie

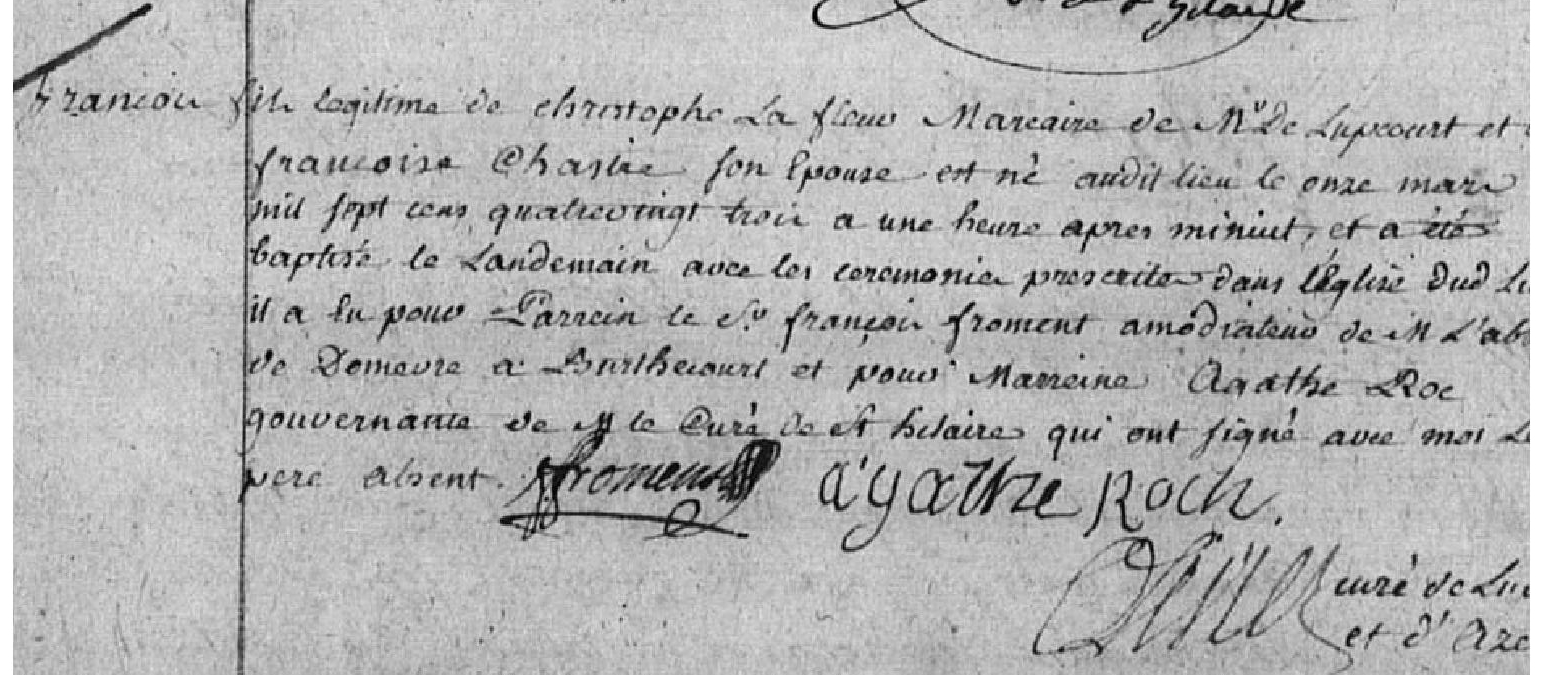
Acte de baptême de François Lafleur le 11 mars 1783 à Lupcourt, fils de Christophe Lafleur.

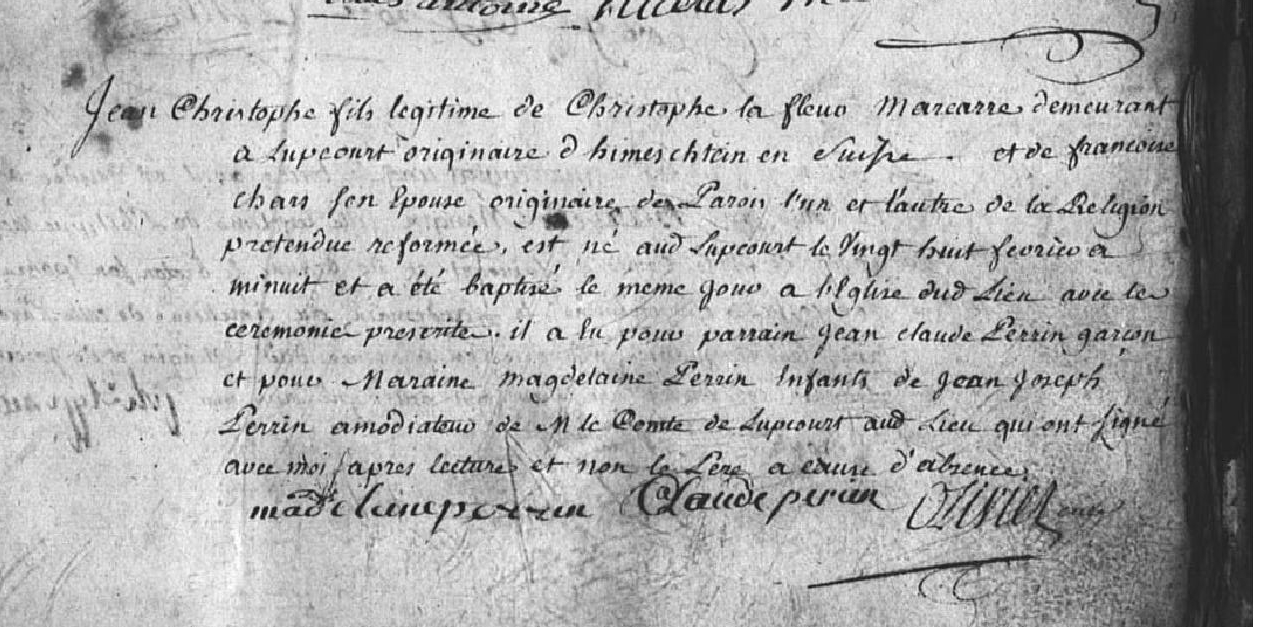
Acte de baptême de Christophe Lafleur le 28 février 1785 à Lupcourt, fils de Christophe Lafleur.

La famille Lafleur fixée en Nouvelle Calédonie a une filiation suivie qui remonte à Christophe Lafleur (1737-1811), de religion protestante, demeurant en 1780 à Lupcourt où il était "marcaire" (vacher) du comte de Lupcourt.
- Christophe Lafleur, né vers 1737, marié à Françoise Schartz. Dans les actes de baptême de sa fille Marie Sophie (17 avril 1781 à Lupcourt), de son fils François (11 mars 1783 à Lupcourt) et de son fils Christophe (28 février 1785 à Lupcourt)[réf. nécessaire], il est dit "marcaire" (vacher)[9] du comte de Lupcourt à Lupcourt, et originaire de "Himeschtein" (?) en Suisse et sa femme originaire de Parois dans la Meuse. Ils sont tous les deux protestants. Il meurt le 19 avril 1813 à Romont (Vosges) (dans son acte de décès, il est dit âgé de 76 ans et originaire de Port-sur-Seille en Meurthe et Moselle)[réf. nécessaire]. Dont :
  - Marie-Sophie, née le 17 avril 1781 à Lupcourt[10][réf. à confirmer]
  - Christophe Lafleur, né le 28 février 1785 à Lupcourt[11][réf. à confirmer],
  - François Lafleur, né le 11 mars 1783 à Lupcourt[12][réf. à confirmer] , cultivateur à Xaffévillers Vosges, mort le 20 février 1840 à Xaffévillers, marié à Marie-Anne Demange[13][réf. à confirmer], née le 6 septembre 1781 à Lupcourt. Dont :
    - François Lafleur, né en 1813, cutivalteur à Xaffévillers[13][réf. à confirmer].
    - Charles Eugène Lafleur, né en 1816, cultivateur à Xaffévillers[13][réf. à confirmer].
    - Jean Alexandre Lafleur, né le 30 novembre 1822 à Xaffévillers (Vosges)[14][réf. à confirmer], épicier à Nancy, marié le 25 avril 1849 à Pont-à-Mousson (Meurthe et Moselle) avec Marie Vermandé. Dont :
      - Henri François Arthur Lafleur, né le 27 mars 1854 à Nancy (Lorraine) qui suit[15][réf. à confirmer].

Henri François Arthur Lafleur est le premier membre de la famille Lafleur qui s'installe en Nouvelle-Calédonie comme surveillant du bagne de Nouvelle-Calédonie[réf. à confirmer]. Il démissionna pour pouvoir épouser la fille d'un forçat libéré. Venu de France, il avait suivi sa fiancée Cécilia Dignola, née à Messine en 1869 et fille de Giuseppe Dignola, un sicilien condamné en 1879 aux travaux forcés à perpétuité en Nouvelle-Calédonie pour contrefaçon et émission de fausse monnaie et devenu concessionnaire dans la colonie pénitentiaire de Bourail,. Il devient ensuite agent d'affaire à Nouméa. Ensemble, ils ont quatre enfants : 
- Marie Éloïse (1886);
- Maurice (1898-1973);
- Francisque Henri (1899, mort avant 1902);
- Henri Francisque (1902-1974)[18].

## Pour approfondir